# BLOG of the year
BLOG of the year（ブログ・オブ・ザ・イヤー）は、2006年からサイバーエージェントが主催している、その年で最も注目されたブログを決めるコンテストである。なお、対象はアメーバブログに限られる。

## 概要
ブログの世界の更なる活性化、認知度上昇のために設立された。2007年度以降は、2006年に日本記念日協会から認定を受けた「ブログの日」（2月6日）前後に受賞者を発表する。
2006年度は、審査員4名（おちまさと、原田隆、カズマ、藤田晋）で該当ブログを決定していたが、2007年度から、一般ユーザーの投票結果が反映されることになった。
2009年度から授賞式を行わなくなるなど徐々に規模が縮小され、2012年度からの開催が確認できていなかったが、2015年度より大々的に再開され、芸能人以外の一般部門も設立された。再開後は、1年間でのアクセス数やコメント数、ウェブ上でのブログ発信に関する話題量などの基準から、運営事務局が選出している。

## 受賞者

### 2006年
- 女性芸能部門：中川翔子「しょこたんぶろぐ」
- 男性芸能部門：桜塚やっくん「見ないとがっかりだよ」
- ミュージシャン部門：橘慶太（w-inds.）「道標-ミチシルベ-」
- モデル部門：押切もえ「Moemode」
- 特別賞：織田うさこ「きらきら研修医。のブログ」

### 2007年
- 男性タレント・俳優部門：品川祐（品川庄司）「品川庄司 品川祐 blog」
- 女性タレント・女優部門：ともさかりえ「RIE TOMOSAKA OFFICIAL BLOG」
- モデル・グラビア部門：東原亜希「ひがしはらですが?」
- 文化人部門：東国原英夫「新そのまんま日記!」
- アスリート部門：竹原慎二「竹原慎二はブタっ鼻」
- 特別賞：上地雄輔「神児遊助」

### 2008年
- 男性タレント・俳優部門：上地雄輔「神児遊助」
- 女性タレント・女優部門：スザンヌ「ぶろぐザンス☆」
- アーティスト部門：DAIGO「DAIGOオフィシャルブログ」
- モデル部門：山田優「山田優オフィシャルブログ」
- お笑い芸人部門：エド・はるみ「本日もGOOD!!」
- 特別賞：石田純一「No socks J life」

### 2009年
- 男性タレント・俳優部門：佐藤健「WITH」
- 女性タレント・俳優部門：辻希美「のんピース」
- モデル・グラビア部門：梨花「RINKA♡HAPPY LIFE」
- お笑い部門：志村けん「Ken's Blog」
- 文化人部門：藤川優里「いちご煮日記」

### 2010年
- 男性部門：向井理「The Laboratory」
- 女性部門：前田敦子「前田敦子オフィシャルブログ」

### 2011年
- 男性部門：田中将大「気持ち」
- 女性部門：大島優子「ゆうらり ゆうこ」

### 2015年
※ 出典
- 最優秀賞
  - 佐々木健介「佐々木健介の旦那ちゃんブログ」
  - 北斗晶「そこのけそこのけ鬼嫁が通る」
- 優秀賞（オフィシャル部門）
  - オクヒラテツコ（ぺこ）「COTTON CANDY？」
  - 織田信成「氷上のお殿様」
  - 後藤真希「MAKI GOTO OFFICIAL BLOG」
  - 高橋克典「高橋克典オフィシャルブログ」
  - 樽美酒研二「オバマブログ」
  - 土屋太鳳 「たおのSparkling day」
- 優秀賞（一般部門）
  - カマタミワ「ひとりぐらしカマタミワの半径3メートルのカオス」
  - コバヤシ「コバヤシの、ハードロック介護！」
- 特別賞
  - アレクサンダー / SKE48 / NMB48 / 大渕愛子 / クワバタオハラ 小原正子 / GENKING / 紗栄子 / 里田まい / 杉浦太陽 / 鈴木亮平 / 高橋真麻 / 田丸麻紀 / AAA / 東尾理子 / ヒロミ / 藤本美貴 / 藤原紀香 / 薬丸裕英 / 山﨑賢人 / 吉田羊 / ローラ

### 2016年
※ 出典
- 最優秀賞
  - 小林麻央「KOKORO.」
- 優秀賞（オフィシャル部門）
  - アレクサンダー「ねこのしっぽ欲しいな」 / 川崎希「のぞふぃす'sクローゼット」
  - 大友花恋「かれんな花」
  - 柏崎桃子「どすこい!!柏崎桃子の諦めたら試合終了だよ!!」
  - 佐野勇斗（TBSドラマ「砂の塔」ブログ）「砂の塔 知りすぎた隣人」
  - 福原愛「福原愛オフィシャルブログ」
  - ぺこ「COTTON CANDY？」
  - 芳根京子「芳根京子のキョウコノゴロ」
- 優秀賞（一般部門）
  - 末丸アキ「ヨメが勝手にアラームを止めちゃうんです。」
  - Hana「UNIQLOコーディネート日記」
  - 吉田さんファミリー「吉田さんちのディズニー日記」
- ソーシャル話題賞
  - Facebook話題賞：香川真司「香川真司オフィシャルブログ」
  - Twitter話題賞：平愛梨「Love Pear」

### 2017年
※ 出典
- 最優秀賞
  - アレクサンダー「ねこのしっぽ欲しいな」 / 川崎希「のぞふぃす'sクローゼット」
  - 稲垣吾郎「稲垣吾郎オフィシャルブログ」
- 優秀賞（オフィシャル部門）
  - 瀬戸康史「FAKE」
  - 平祐奈「祐奈でSKY!?」
  - 鳴戸勝紀（元大関琴欧州）「鳴戸勝紀オフィシャルブログ」
  - ブルゾンちえみ「〜What's up？セレブリティーズ〜」
  - ぺこ「COTTON CANDY？」
  - 横山だいすけ「横山だいすけオフィシャルブログ」
- 優秀賞（一般部門）
  - ちゅいママ「kosodatefulな毎日　～我が家の3太～」
  - YUKIKO「◆Keep Life Simple◆ ほんとうに必要な物しか持たない暮らし 〜インテリアのきろく〜」
  - 吉田さんファミリー「吉田さんちのディズニー日記」
- 特別栄誉賞
  - 小林麻央「KOKORO.」

### 2018年
※ 出典
- 最優秀賞
  - 市川海老蔵「ABKAI 市川海老蔵オフィシャルブログ」
- 優秀賞（オフィシャル部門）
  - 稲垣吾郎「稲垣吾郎オフィシャルブログ」
  - 岡田結実「YUI OKADA Official Blog」
  - 今日から俺は!!「今日から俺は！！オフィシャルブログ」
  - 工藤遥「工藤遥オフィシャルブログ「ハルカメラ」」
  - 杉浦太陽「杉浦太陽オフィシャルブログ『太陽のメッサ○○食べ太陽』」
  - NMB48「NMB48オフィシャルブログ」
  - 桃「桃オフィシャルブログ」
- 優秀賞（一般部門）
  - ちゅいママ「kosodatefulな毎日 ～我が家の3太～」
  - pumiy「第2子妊娠中に2度目の乳癌。ステージ0と1で両側全摘後に肝転移からのスタート。誕生した息子はダウンちゃん！人生いろいろ！」
  - yuki「おうちと暮らしのレシピ～HOME&LIFE～」

### 2019年
※ 出典
- 最優秀賞
  - 堀ちえみ 「hori-day」
- 優秀賞（芸能人・有名人ブロガー）
  - 香取慎吾 「空想ファンテジー」
  - 水嶋ヒロ 「水嶋ヒロ オフィシャルブログ」
  - 伊達みきお（サンドウィッチマン）「もういいゼ!」
  - 富澤たけし（サンドウィッチマン）「名前だけでも覚えて帰ってください」
  - 高橋メアリージュン 「MARYJUN」
- パパ部門賞
  - マック鈴木 「まっく すてっぷ じゃんぷ」
- ママ部門賞
  - 小原正子 「女前。」
- ドラマ部門賞
  - 大友花恋 「かれんな花」
- テーマ部門賞
  - ホラン千秋 「Chiaki's Canvas」
- 新人部門賞
  - 石田明（NON STYLE）「石田明オフィシャルブログ」
- 優秀賞（トップブロガー）
  - ホリカン 「空回り母ちゃんの日々」
  - そっち〜 「栄養士ママそっち〜の簡単美味しいサイクル献立」
  - 窪田千紘 with PHOTOSTYLING JAPAN 「STYLE SNAP 大人世代普段着リアルクローズ」
- 優秀賞（一般ブロガー）
  - ワフウフ 「アルツフルデイズ」
  - natsutsu 「甘美なおやつを探す主婦の日記」
  - ユミ 「元秘書によるステマなしの正直レビュー」
- 殿堂入り（殿堂入りトップブロガー）
  - オギャ子 「kosodatefulな毎日 〜我が家の3太〜」
  - yuki（ドキ子）「おうちと暮らしのレシピ 〜HOME & LIFE〜」
  - yukiko 「Keep Life Simple」
  - Hana 「UNIQLOコーディネート日記」
  - 吉田さんファミリー 「吉田さんちのディズニー日記」